# 299 f.Kr.
| 299 f.Kr.          |
| ------------------ |
| Dødsfald - Fødsler |

## Begivenheder
- Bygningen af fyrtårnet på Faros ved Alexandria påbegyndes.